# Jogok-dong
Jogok-dong (koreanska: 조곡동) är en stadsdel i staden Suncheon i provinsen Södra Jeolla i den södra delen av Sydkorea, 295 km söder om huvudstaden Seoul.